# Влтава
Влтава (чеш. Vltava) је најдужа чешка река, лева притока Лабе (Елбе). Извире на североисточним огранцима Чешке Шумаве. Постоје три изворишна крака названа Топла, Хладна и Травната Влтава (Teplá, Studená i Travnatá Vltava).
Влтава је дуга 446 km, а површина слива је 28.090 km². Код места Мјелњика улива се у Лабу. Просечни проток код Прага је 142 m³/sek. Пловна је од Штјеховица до ушћа, око 84 km. Главне притоке са леве стране су Бероунка и Отава, а са десне Лужњице и Сазава. На реци је подигнуто неколико хидроцентрала (Орлик, Штјеховице и др.), а највећа брана је Липно. Овде се налази Хидроцентрала Липно.
Чеси сматрају Влтаву својом националном реком. Позната је симфонија „Влтава“ из циклуса Моја домовина (Má vlast) чешког композитора Беджиха Сметане.

## Галерија
- Мостови преко Влтаве у Прагу
- Подолски мост
- Мјелњик дворац изнад ушћа Влтаве и Лабе
- Ушће Влтаве и Лабе